# Фетишизм ніг

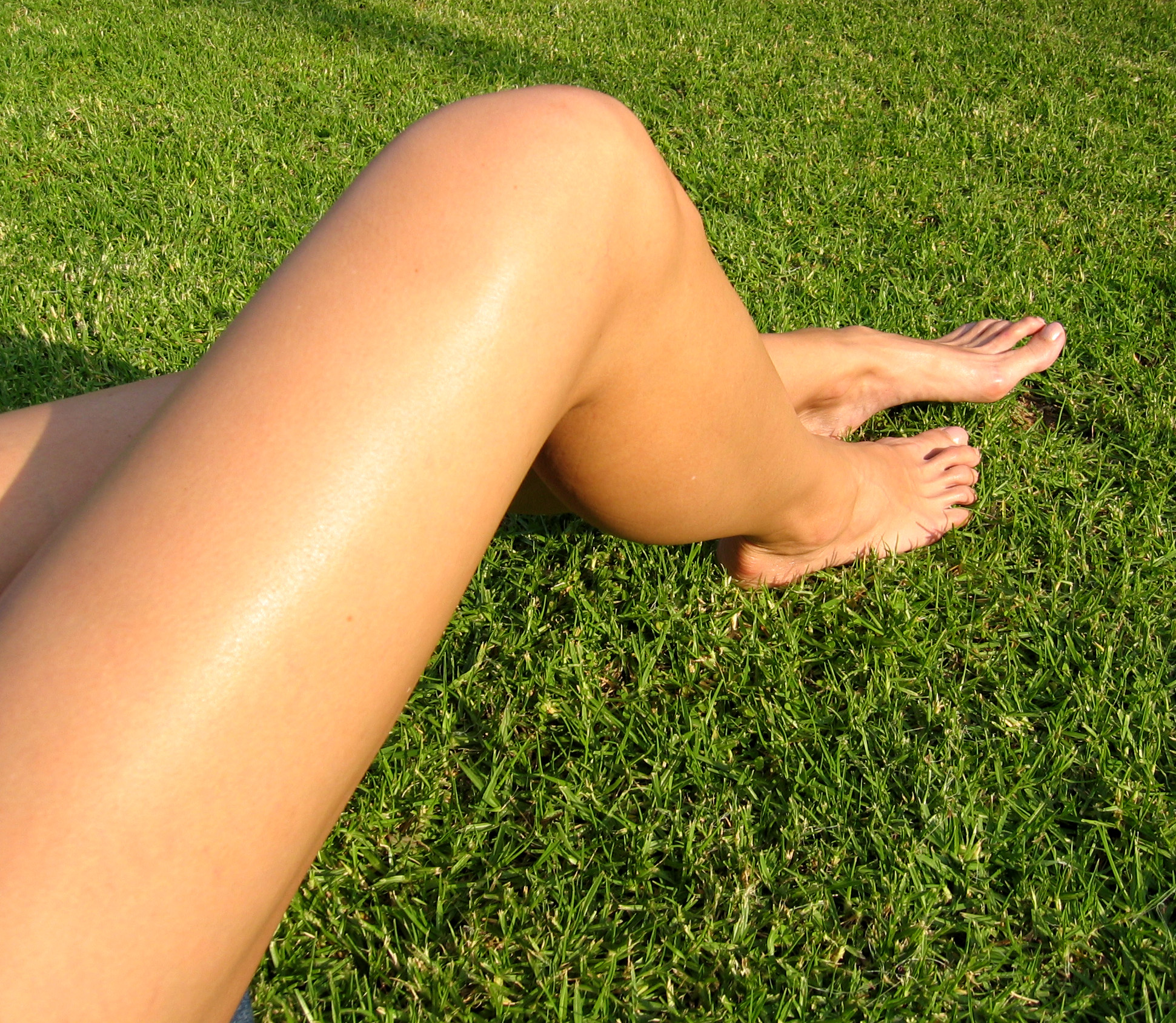
жіночі ноги

Фетишизм ніг (також відомий як крурофілія) — це сексуальний інтерес, який фокусується на людських ногах і є різновидом пристрасті. При фетишизмі ніг люди можуть відчувати сексуальний потяг до певних ділянок, таких як стегна, коліна, гомілки, литки або щиколотки.

## Характеристика
Поширені прояви цієї привабливості можуть включати інтимну фізичну взаємодію з ногами або просто виступати фантазією, якою можна захоплюватися здалеку.
Чоловіки, які вважають себе страждаючими крурофілією, схильні розглядати ноги як найпривабливішу частину жіночого тіла через їх спокусливо-дражливої природи. У той час як демонстрація грудей і сідниць значною мірою «на виду», демонстрація ніг дає більше контролю над тим, наскільки сильно і як довго вони будуть видні. Хоча фетишизм ніг зазвичай асоціюється з чоловіками, він не є гендерно-специфічним явищем. У 2008 році дослідники з Вроцлавського університету в Польщі провели дослідження, в якому взяли участь 200 добровольців чоловічої та жіночої статі. Учасникам були представлені зображення людей з однаковим зростом, але різною довжиною ніг. Їх дослідження підтвердило, що представники всіх статей вважають довші ноги привабливими; більшість вважали за краще, щоб ноги були на 5 % довшими, ніж в середньому, і було встановлено, що ідеальна довжина жіночих ніг в 1,4 рази перевищує довжину верхньої частини тіла. За словами провідного дослідника, «для такої переваги є вагомі еволюційні причини. Довгі ноги-ознака здоров'я». Доцент психології Каліфорнійського університету в Лос-Анджелесі Марті Хазелтон сказала: "Ми знаємо, що чоловіки віддають перевагу довгоногих партнерок. Новиною цього дослідження є те, що жінки віддають перевагу довшим ногам у своїх партнерів.